# تصوف غربي
التصوف الغربي والذي يُسمى أحيانًا بالتصوف العالمي، والتصوف الجديد، هو نوع جديد من التصوف يتكون من مجموعة من المظاهر والتكيفات الصوفية في أوروبا الغربية وأمريكا الشمالية، وهو مُنبثق من البُعد الصوفي للإسلام. إن ممارسي الصوفية الغربية يتبعون إرث عنايت خان وقد يتعاطفون مع مجموعة متنوعة من التقاليد الصوفية، بعضهم هؤلاء المتصوفين الغربيين متعددون وليس مسلمين فقط. بالإضافة إلى التصوف الغربي، فإن التصوف التقليدي موجود أيضًا في الغرب (فهشام قباني هو أحد الشخصيات الصوفية التقليدية البارزة في الغرب)، على الرغم من أنه أقل انتشارًا بشكل كبير بين المسلمين في الغرب مقارنة بالتصوف في العالم الإسلامي. معظم المنظمات الصوفية في الغرب خارج البلقان هي صوفية غربية.
ازدهرت الصوفية في الأندلس (إسبانيا والبرتغال) من القرن العاشر إلى القرن الخامس عشر وانتشرت في جميع أنحاء البلقان خلال الفترة العثمانية. حافظ الأفارقة المستعبدون المسلمون على التقاليد الصوفية في الأمريكتين. ولكن لم تُنشأ المنظمات الصوفية في أوروبا الغربية وأميركا الشمالية إلا في القرن العشرين. نشر إنايت خان التصوف في الولايات المتحدة وأوروبا من عام 1910 إلى عام 1926. في عام 1911 أسس إيفان أغويلي جمعية صوفية في باريس.
ارتبط إرث عنايت خان في بعض الأحيان بالمصطلح الجديد "التصوف العالمي"، على الرغم من أنه لم يستخدم هذا المصطلح أبدًا. فتح إنايت خان طريقته الصوفية في لندن أمام أتباع جميع الديانات، وأسس في الوقت نفسه جمعية "أنجوماني إسلام" (الجمعية الإسلامية) بهدف "تعزيز دراسة الإسلام والوحدة بين المسلمين وغير المسلمين في العالم من خلال اكتشاف الروح العالمية للإسلام". يرتبط إرث أغويلي بالتقليدية وفلسفة الخلود .

## إرث عنايت خان
كان عنايت خان سليل عائلة من الصوفيين والموسيقيين الهنود من أصل آسيوي وسط، وتلقى تدريبه وترخيصه في الطرق الصوفية الجشتية والسهروردية والقادرية والنقشبندية. انخرطت الصوفية الجشتي لعدة قرون في التقاليد الروحية الهندوسية حيث أثّر الإسلام وتحديدًا الصوفية في الهندوسية، وبالتالي تجسَّدَت ظاهرة ثقافية هندية أوسع نطاقًا تُعرف شعبياً باسم جانجا-جامني تهذيب. وعلى نحو مماثل، رأى عنايت خان أن مهمته هي التوحيد الروحي للتقاليد الإبراهيمية (اليهودية والمسيحية والإسلامية) والفيدية للتوحيد. ولتحقيق هذه الغاية، أسس بناء على طلب طلابه الطريقة الصوفية في لندن عام 1918 والحركة الصوفية في جنيف عام 1923. عند وفاته في الهند عام 1927، كانت المراكز الصوفية قد تأسست في الولايات المتحدة، وإنجلترا، وفرنسا، وهولندا، وألمانيا، والسويد، وسويسرا.
بعد وفاة عنايت خان، اُنتخُب شقيقه محبوب خان لقيادة حركته. وبعد وفاة الأخير في عام 1948، انتُخب ابن عمهم الصوفي محمد علي خان زعيمًا. كان ابن عنايت خان الأكبر وسجاد نشين لولاية عناية خان خاضعًا لمحمد علي خان، لكنه تولى لاحقًا عباءة والده في عام 1956. نسبه، الذي يتتبع عن طريق أخته الكبرى نور عناية خان (ت 1944) ويمثله الآن ابنه الأكبر وخليفته ضياء عناية خان، يُعرف اليوم باسم عنايتي .[بحاجة لمصدر]
وقد عيَّن محمد علي خان (ت. 1958) ابن محبوب خان محمود خان (1927-) خليفته، لكن الأخير تنحى احترامًا لعمه مشرف خان. بعد وفاة مشرف خان في عام 1967، تناوب على قيادة الحركة الصوفية فضل عنايت خان (توفي عام 1990) وهداية عنايت خان (توفي عام 2016). الممثل العام الحالي للحركة الصوفية هو نواب باسناك.[بحاجة لمصدر] في عام 2021، أنشأ طلاب محمود خان المركز الصوفي الدولي 1923 كهيكل بديل لأعضاء الحركة الصوفية.[بحاجة لمصدر]
ترك فضل الحركة الصوفية في عام 1988[بحاجة لمصدر] وأسس منظمة جديدة أطلق عليها اسم الطريقة الصوفية. زعيمها الحالي هو إلياس أميدون.

## إعادة توجيه التصوف
انفصلت رابيا مارتن (توفيت عام 1947)، التي كانت تمثل الحركة الصوفية في أمريكا الشمالية أثناء حياة عنايت خان، عندما تولى محبوب خان القيادة. ترك تلميذ آخر لعنايات خان، وهو الصوفي صموئيل لويس (صوفي أحمد مراد تشيستي، توفي عام 1971)، مع رابيا، لكنه انفصل عنها فيما بعد عندما انضمت إلى مهير بابا. ثم أسس خليفة رابيا مارتن، آيفي دوسي، منظمة تحت قيادة مهير بابا تدعى "التصوف المعاد توجيهه". يقع مزار إعادة توجيه التصوف في والنات كريك، كاليفورنيا.

## مراكز صوفية أخرى
تأسست منظمة أخرى، تُعرف باسم "سوفي كونتاكت"، على يد الداعية الصوفي الهولندي غوري فوتي. إن هيكلها متساوٍ تمامًا؛ وبالتالي، لا يوجد زعيم مركزي.[بحاجة لمصدر] أسس صموئيل لويس منظمة مقرها كاليفورنيا تدعى جمعية الصوفية الإسلامية الروحانية. وتعرف الآن باسم الصوفية الروحانية الدولية، وزعيمها الحالي هو شابدا خان.[بحاجة لمصدر]

## طالع أيضًا
- فريدريش فون فرانكنبرج، مؤسس أول جمعية صوفية في أستراليا
- أمر عناياتي